# Haza Hiszui
Haza Hiszui (羽座 妃粋; Hepburn: Haza Hisui) (Nisinomija, 1996. március 16. –) japán válogatott labdarúgó.

## Klub
2018 óta az INAC Kobe Leonessa csapatának játékosa, ahol 6 bajnoki mérkőzésen lépett pályára és 1 gólt szerzett.

## Nemzeti válogatott
A japán U20-as válogatott tagjaként részt vett a 2016-os U20-as világbajnokságon.
2014-ben debütált a japán válogatottban. A japán válogatottban 4 mérkőzést játszott.

## Statisztika
| Japán válogatott | Japán válogatott | Japán válogatott |
| Időszak          | Mérk.            | gól              |
| ---------------- | ---------------- | ---------------- |
| 2014             | 4                | 0                |
| Összesen         | 4                | 0                |

## Sikerei, díjai
Japán válogatott
- U20-as világbajnokság:  Bronz; 2016